# 埼玉県立新座総合技術高等学校
埼玉県立新座総合技術高等学校（さいたまけんりつにいざそうごうぎじゅつこうとうがっこう）は、埼玉県新座市にある職業高等学校。

## 概要
埼玉県と東京都の県境に位置した学校で、南側が練馬区大泉学園町で、北側のすぐ近くに陸上自衛隊朝霞駐屯地がある。
電子機械科・情報技術科・デザイン科・総合ビジネス科・服飾デザイン科・食物調理科の6学科ほか、高校卒業生を対象としたデザイン専攻科（2年制の専門学校課程）を設置している。
「生徒の人格を認め、能力の自発的な開発を望むならば、学校にはチャイムは不要である。」との考えから、ノーチャイム制となっている。生徒は自ら管理し行動して欲しいとの願いが込められている。

## 所在地
- 埼玉県新座市新塚一丁目3番1号

## 沿革
- 1983年（昭和58年）埼玉県立新座総合技術高等学校開校

全日制電子機械科・情報技術科・工業デザイン科・商業科・服飾デザイン科、食物調理科設置
- 1988年（昭和62年） デザイン専攻科設置
- 1996年（平成8年） 商業科を国際ビジネス科に改称
- 2005年（平成17年） 工業デザイン科をデザイン科に改称
- 2013年（平成25年）国際ビジネス科を総合ビジネス科に改称

## 校章
校門の外に立つコブシの花（新座市の市花）をデザインしたもの。

校章のバッジは純銀製となっている。理由として、技術者のエリートを育てていくという教育方針にのっとり「人間の重厚さと自分の学校に誇りを持たせたかったからで、いぶし銀のような人間に成長してもらいたい」との期待も込められている。

## 校歌
中村千榮子が作詩し、岩河三郎が作曲した。
校歌の歌詞は3番まである学校が多いが、本校の校歌の歌詞は2番までしかない。

作詞者の方に「（初代）校長先生の語る新座総合の未来への情熱に共感し2番までにすべて歌い込みました。3番もといわれるのなら全部お断りいたします。」と言われたため、やむなく2番までの歌詞となった。

## 制服
2022年4月入学生から約30年ぶりに制服が新しくなる。
服飾デザイン科の2・3年生のデザイン画をもとに、デザインが決定した。
女子の青色のリボンは大きく、スカーフで巻いたような特徴的なデザインとなっている。

## 設置学科

### 全日制

#### 電子機械科
- 「電子技術」・「機械技術」・「情報技術」の3分野が融合したメカトロニクス技術を学ぶ。
1年次は、電子・機械・情報を基礎から学び、計算技術検定3級と情報技術検定3級を全員が受験する。2年次は、基礎製図検定を全員が受験する。2・3年次に第二種電気工事士の取得を目指す。その他、危険物取扱者乙種四類など。

#### 情報技術科
- 主に、コンピュータの内部構成や、プログラミングについて学ぶ。
1年次に情報技術検定2級を全員が受験する。基本情報技術者、ITパスポート、ソフトウェア開発技術者など国家資格にも挑戦する。

#### デザイン科
1年次はデザインの基礎的な技術や知識を学び、2年次にはレタリング技能検定に取り組み、ポスターや立体模型、ロゴマークなど、具体的なデザインの実習が始まる。3年次の「課題研究」の授業では、自分の進路や興味などに合わせて「芸大・美大への進学コース」・「プロダクトデザインコース」・「ビジュアルコミュニケーションデザインコース」の3コースから1つを選択し、年間を通してより専門的に学ぶ。進学コースでは予備校講師が授業を担当し、受験に向けてのサポートをする。

#### 総合ビジネス科
ビジネスの専門的スキル習得を目指し、2年次に会計分野の学習を中心とする「会計ビジネス」かマーケティング分野の学習を中心とする「創造ビジネス」の2コースに分かれる。

簿記検定・情報処理検定・ビジネス文書検定・電卓検定・ITパスポート試験などの資格取得を目指す。

#### 服飾デザイン科
服を作るために必要なミシンの使い方、手縫い、デッサン、デザイン画の描き方など基礎から学べる。被服製作の授業では1人1台のミシンを使える。
3年次の選択科目、ファッション応用技術Ⅱではグループ制作でドレスを作成する。学習成果を発表する場として年2回ファッションショーを行う。

被服製作技術検定（洋裁）、色彩検定などの資格取得を目指す。

#### 食物調理科
埼玉県の公立高校では、はじめて生まれた食物調理の専門学科。

厚生労働省認可の調理師養成施設で、調理師免許取得のために必要な知識と技術を学ぶ。卒業時に調理師免許を取得できる。

### 専攻科

#### デザイン専攻科
高校卒業者を対象とした、2年制の専攻科課程。前期・後期の2学期制で、定員は1学年15名、2学年合計30名。

「ビジュアルデザインコース」「プロダクトデザインコース」「ファッションデザインコース」を設置し、各分野の社会人講師による少人数指導を行っている。

Windows、Macintoshがそれぞれ20台ずつ設置されている。1日の授業は3時間、3時間で分かれている。
文化祭では主に生徒が制作したものの販売を行っており、約40万売り上げるほどの人気がある。外部から依頼を受け、イベントのポスターも積極的に制作している。代表作として朝霞市民祭り彩夏祭のポスターなどがある。

入学試験は年2回行われており、試験科目は面接と作品のプレゼンテーションがある。

## 部活動
- 運動部
陸上部、野球部、サッカー部、ソフトボール部（女）、ソフトテニス部（女）、硬式テニス部（男女）、バレーボール部（女）、バスケットボール部（男女）、バドミントン部（男女）、卓球部（男女）、剣道部、水泳部
- 文化部
美術部、映像技術研究部、写真部、華道部、吹奏楽部、情報技術研究部、電子機械部、クッキング部、演劇部、タイプライティング部、デザイン研究部、ダンス部、JRC部、ビジネス部

部活動は1年次は原則として全員加入制になっている。

## 学校行事
- 文化祭（こぶし祭）

6つの学科の特色を活かした出し物等がある。
- 体育祭
- ロードレース大会
- 現場実習

2年次に、6日間、企業で実習する。専門的な知識・技術をより深く習得するだけでなく、社会人としてのマナーや正しい勤労観なども身に付ける。
- 修学旅行

2年次に行われ、最近は沖縄が主流となっている。
- 課題研究

3年次になると大半の時間をこれに費やすこととなる。デザイン科は3月に卒業展覧会として一般公開する。

## 交通
- 東武東上本線「朝霞駅」より西武バス「大泉学園駅行」に乗車し（乗車時間約15分）、「新座総合技術高校」バス停下車、徒歩1分。
- 西武池袋線「大泉学園駅」より西武バス「朝霞駅行」に乗車（乗車時間約15分）、「都民農園セコニック」バス停下車、徒歩1分。

## 著名な卒業生
- 武藤さや香 - バスケットボール選手
- 高橋理子 - ファッションデザイナー
- 出町光識 - 陶芸家